# スター・ウォーズ:アコライト
『スター・ウォーズ：アコライト』（Star Wars: The Acolyte）は、「Disney+」向けの『スター・ウォーズ』のスピンオフオリジナル作品として、レスリー・ヘッドランドが制作したアメリカのSFテレビシリーズ。スカイウォーカー・サーガ以前の銀河共和国、「ハイ・リパブリック」の時代末期を舞台に、ジェダイが一連の犯罪を捜査する。
アマンドラ・ステンバーグ、イ・ジョンジェ、チャーリー・バーネット、ダフネ・キーン、レベッカ・ヘンダーソン、ジョディ・ターナー＝スミス、キャリー＝アン・モス、マニー・ジャシント、ディーン＝チャールズ・チャップマン、ヨーナス・スオタモが同シリーズに出演する。
ヘッドランドは2019年末までに『スター・ウォーズ』フランチャイズに携わることに興味を示し、2020年4月までにルーカスフィルムのために新しいシリーズを開発していた。タイトルは同年12月に発表された。
撮影はロンドンとバークシャーのシンフィールド・スタジオで2022年10月から2023年6月まで行われ、ウェールズとポルトガルでもロケが行われた。
最初の2エピソードは2024年6月4日にDisney+にて初配信され、続く6つのエピソードは7月16日まで毎週配信された。評価と視聴回数はともに振るわず、1シーズンのみで打ち切りとなった。

## ストーリー設定
ダース・シディアスによる銀河帝国の建国から約100年前、ジェダイの黄金期とされるハイ・リパブリック時代末期が舞台。 平和に包まれていたはずの銀河で、ある日突然、一人のジェダイが殺害される。一人の元パダワンに嫌疑がかかり、彼女のかつてのマスターが捜査に当たる。その中で邪悪な力を行使する存在が明らかになる。

## 登場人物

### メインキャラクター
- オーシャ/メイ・アニセヤ
  - 演 : アマンドラ・ステンバーグ、吹替 - ファイルーズあい[2]
  - 幼い頃、故郷で起きた火事により生き別れた双子の姉妹。

オーシャ:ソルの元パダワンで、フォースとのつながりに関する 「内的混乱 」のためにジェダイ・オーダーを去った。
メイ:フォースのダークサイドを使う危険な戦士として存在が発覚するまで、死んだと思われていた。
監督のステンバーグは両キャラクターの背景ストーリーを書き、陰と陽の概念に例えた。メイは陰を表し、ステンバーグは彼女を直感的で感情に基づいて行動すると表現。オーシャは陽を表し、より 「男性的」な外見にもろさを隠している。
双子のレアとローレン・ブレイディが、それぞれ子供の頃のメイとオーシャを演じている。
- マスター・ソル
  - 演 : イ・ジョンジェ、吹替 - 諏訪部順一[2]
  - ジェダイ・マスターのひとりで、オーシャのかつての師匠。
  - ジョンジェは、レスリー・ヘッドランドが『イカ・ゲーム』をみてジェダイ役に自分を起用したことに驚き、2つのキャラクターはまったく違うと感じたという。アコライトは初めての英語で演じる役で、撮影の4ヶ月前から2人のコーチのもとでの練習を経てセリフをこなせるようになった。今回の出演にあたり、歴代のジェダイ・マスター、特にリーアム・ニーソンが演じたクワイ＝ガン・ジンからインスピレーションを受け、ソルがジェダイの感情のコントロールとオーシャやメイに対する複雑な感情とのバランスを取らなければならないため、各シーンでキャラクターの感情を具体的に表現できるようヘッドランドと協力した。

### ジェダイ騎士団
- ヨード・ファンダー
  - 演 : チャーリー・バーネット、吹替 - 武内駿輔
  - やや堅苦しいジェダイ・ナイト。

- ジェキ・ロン
  - 演 : ダフネ・キーン、吹替 - M・A・O[2]
  - ソルの現在のパダワン。映画『ジェダイの帰還』（1983年）の背景キャラクターであるリスタール・サントと同じく、人間とシーリンのハーフ。

- ヴァーネストラ・ロウ
  - 演 : レベッカ・ヘンダーソン、吹替 - きそひろこ
  - ミリアランのジェダイで、オーダーの幹部。若き天才として頭角を現す。

- マスター・インダーラ
  - 演 : キャリー＝アン・モス、吹替 - 日野由利加[2]
  - 物語の冒頭でウエダにてメイに殺された、戦闘に長けたジェダイ・マスター。
  - ヘッドランドは、「インダーラが、この場で最も強力なジェダイであることを視聴者にすぐに感じてもらいたかった」と語っている。モスはこのキャラクターを演じる際、映画『マトリックス』シリーズで演じたトリニティにインスパイアされ、観客がインダラを「ライトセーバーを持ったトリニティ」として見てもらうことを意図した。ヘッドランドは、このキャラクターの死がシリーズの基調を作り、ジェダイは殺される可能性があることを立証し、誰が善で誰が悪かという観客の思い込みが間違っている可能性を示したと考えた。

- トービン
  - 演 : ディーン＝チャールズ・チャップマン、吹替 - 永竹功幸
  - フォース以外との繋がりを断つ『バラシュの誓い』を立てたジェダイ・マスターで、10年以上フォースの瞑想を続けている。この誓いはコミックブックのシリーズ『スター・ウォーズ：ダース・ベイダー』（2017年）で紹介されている。

- ケルナッカ
  - 演 : ヨーナス・スオタモ
  - 孤独な暮らしをするウーキーのジェダイ。

### メイとオーシャの関係者
- マザー・アニセヤ
  - 演 : ジョディ・ターナー＝スミス、吹替 - 石塚理恵
  - メイとオーシャの母親。フォースを操る魔女たちのリーダー。
- マザー・コリル
  - 演 : マルガリータ・レヴィエヴァ、吹替 - 佐古真弓
  - マザー・アニセヤと魔女たちを守る、厳格で有能な戦士。
- カイミール
  - 演 : マニー・ジャシント、吹替 - 佐藤せつじ
  - メイの協力者。ジェダイ暗殺を狙うメイをサポートする。